# トマシュ・ジョンサ
トマシュ・マリウシュ・ジョンサ（Tomasz Mariusz Rząsa, 1973年3月11日 - ）は、ポーランド・クラクフ出身の元サッカー選手、元ポーランド代表。現役時代のポジションは左サイドバック。

## クラブ経歴
地元KSクラコヴィアの下部組織でフォワードとしてキャリアを始めたジョンサは、2部を戦う同クラブのトップチームでデビューを飾り次に在籍したKSソークウ・プニエビ（pl）でもフォワードとしてプレーし、得点を量産した。その後、入団テストを経て1994年12月27日にフランス1部で首位を走るFCナントと翌シーズンからの移籍で合意に達したと報じられていたものの、ジョンサ自身の意向から1995年1月23日にスイス1部のグラスホッパー・クラブ・チューリッヒと契約した。
そのグラスホッパーズでは、加入1季目となる1994-95シーズンにリーグ優勝を経験する一方で次のシーズンへ向けての合宿中に半年の負傷離脱と苦しみ、自身のサッカー人生で最悪の瞬間となった。その後、同国1部のACルガーノ、BSCヤング・ボーイズを経てオランダ1部のデ・フラーフスハップと契約し、それからさらに2季後に同国1部の強豪フェイエノールトと契約した。フェイエノールトでは、すぐさま左サイドバックのチニーニョ（en）から定位置を奪うことに成功して以降、チームの中心選手を務め、2002年5月9日に本拠地のデ・カイプで行われたボルシア・ドルトムントとのUEFAカップ2001-02決勝戦で先発フル出場してクラブ史上2度目の優勝に貢献し、その活躍が認められてポーランドの主要スポーツ紙Piłka Nożnaが選定する年間最優秀選手賞の候補に選出された。最終的に同賞はマチェイ・ジュラフスキが受賞したが、その代わりに自身は年間最優秀左サイドバックに選出された。しかし、翌2002-03シーズンは歓喜を味わった昨季から一転して控えで過ごすことが多くなり、ベルト・ファン・マルワイク監督から現行の契約が終了する夏に契約更新する予定がないことを告げられたため、冬の移籍市場で母国1部のヴィスワ・クラクフと交渉したが破談に終わったことでシーズン終了後まで滞在が決定した。その後、新シーズンに向けた夏の移籍市場でクリス・ヤンセンス（en）の後釜としてヴィレムIIから関心を寄せられオファーが届くも、レベルの高いクラブでのプレー、監督、そしてUEFAチャンピオンズリーグ 2003-04に出場出来ることを理由として2003年7月3日に自由移籍でローター・マテウス監督率いるセルビア・モンテネグロ1部のパルチザン・ベオグラードと延長オプション付きの1年契約を締結した。
パルチザンを退団後は、入団テストを経てイングランド2部のリーズ・ユナイテッドAFCと一旦は合意に達したものの、リーズ側の財政難により取引は完了せず、最終的に2004年8月3日にエリック・エドマンの後釜としてオランダ1部のSCヘーレンフェーンと1年延長オプション付きの1年契約を締結した。加入当初は若手のイェルン・ドロスト（en）の存在から控えに甘んじていたことでなかなか初出場を飾れなかったものの、最終的に22試合に出場して2004-05シーズンを終了した。しかし、2005年夏になり新シーズンへ向けてチームの練習に参加したが、その際に自身の契約が延長されていないことが発覚。元々は、昨季の試合に70%出場していれば契約が延長されるというものであり、その条件を達成していたものの、自身がクラブ側に延長オプションを行使すると通知しなければ契約更新とはならず、また、クラブ側が選手との契約延長を望まなかったため発生した問題だった。そのため自由契約選手となったジョンサは、2005年7月12日にシアーク・ポラク（en）の後釜として同国1部のADOデン・ハーグと1年契約を締結。2006年8月16日には、オーストリア・ブンデスリーガのSVリートと1年契約を締結した後は、2007年5月15日に契約を1年延長し、同2007-08シーズン終了に伴い契約満了となった後は、自身がキャリアを開始したクラコヴィアに復帰することをメディアに匂わせていたものの、2008年5月6日に現役引退を表明した。

## 代表経歴
当初クラブでフォワードとしてプレーしていたジョンサは、1994年のサウジアラビア戦でポーランド代表初出場にして初得点を挙げる素晴らしいスタートを切ったが、暫くの間招集されることなく2000年のフランス戦まで待たなければならなかった。以後、イェジィ・エンゲル（en）監督の下でミッドフィルダーとしてハンガリー、オランダ、アイスランドとの親善試合に出場、2002 FIFAワールドカップ・ヨーロッパ予選では途中出場したウェールズ戦のみだったものの、2002 FIFAワールドカップの一員に選出され、ポルトガル戦でミハウ・ジェヴワコフに代わって残り20分から途中出場したのが唯一の試合だった。同大会終了後に就任したパヴェウ・ヤナス（en）監督の下では主軸としてプレーし、2006 FIFAワールドカップ・ヨーロッパ予選で全10試合中9試合に出場するなどサイドバックの1番手として考えられていたが、予選終了後のリトアニアとの親善試合ではリーグ戦に出場していないにもかかわらず未経験のセヴェリン・ガンチャルチク（en）が招集される場面が見られると、最終的に中心選手のイェジー・ドゥデク、トーマス・フランコフスキー、トマシュ・クウォス（en）と共に2006 FIFAワールドカップの一員から落選して衝撃を与えた。

## 引退後
現役引退後は、自身がキャリアを開始した2009年8月1日からKSクラコヴィアの代表を務め、2010年5月28日に同クラブのスポーツディレクターに就任。2011年9月から2013年10月23日までポーランド代表の広報担当者だった。また、2010年10月にはクラクフの市議会選に市民プラットフォームの要請で出馬したが落選している。

## 代表歴

### 出場大会
- ポーランド代表
  - 2002 FIFAワールドカップ

### 試合数
- 国際Aマッチ 36試合 1得点（1994年-2006年）[30]

| ポーランド代表 | 国際Aマッチ | 国際Aマッチ |
| 年             | 出場        | 得点        |
| -------------- | ----------- | ----------- |
| 1994           | 1           | 1           |
| 1995           | 0           | 0           |
| 1996           | 0           | 0           |
| 1997           | 0           | 0           |
| 1998           | 0           | 0           |
| 1999           | 0           | 0           |
| 2000           | 5           | 0           |
| 2001           | 0           | 0           |
| 2002           | 5           | 0           |
| 2003           | 3           | 0           |
| 2004           | 10          | 0           |
| 2005           | 10          | 0           |
| 2006           | 2           | 0           |
| 通算           | 36          | 1           |

## タイトル
クラブ
グラスホッパー・クラブ・チューリッヒ
- スーパーリーグ : 1994-95

フェイエノールト
- UEFAヨーロッパリーグ : UEFAカップ2001-02

個人
- ポーランド年間最優秀左サイドバック : 2002[8]